# Толетт (Арканзас)
Толетт (англ. Tollette, Arkansas) — город, расположенный в округе Хауард (штат Арканзас, США) с населением в 324 человека по статистическим данным переписи 2000 года.

## География
По данным Бюро переписи населения США город Толетт имеет общую площадь в 2,33 квадратных километров, водных ресурсов в черте населённого пункта не имеется.
Толетт расположен на высоте 110 метров над уровнем моря.

## Демография
По данным переписи населения 2000 года в Толетте проживало 324 человека, 90 семей, насчитывалось 136 домашних хозяйств и 149 жилых домов. Средняя плотность населения составляла около 135 человек на один квадратный километр. Расовый состав Толетта по данным переписи распределился следующим образом: 0,62 % белых, 98,46 % — чёрных или афроамериканцев, 0,93 % — представителей смешанных рас.
Из 136 домашних хозяйств в 24,3 % — воспитывали детей в возрасте до 18 лет, 33,8 % представляли собой совместно проживающие супружеские пары, в 29,4 % семей женщины проживали без мужей, 33,1 % не имели семей. 31,6 % от общего числа семей на момент переписи жили самостоятельно, при этом 16,9 % составили одинокие пожилые люди в возрасте 65 лет и старше. Средний размер домашнего хозяйства составил 2,38 человек, а средний размер семьи — 3,01 человек.
Население города по возрастному диапазону по данным переписи 2000 года распределилось следующим образом: 24,1 % — жители младше 18 лет, 10,5 % — между 18 и 24 годами, 24,7 % — от 25 до 44 лет, 22,5 % — от 45 до 64 лет и 18,2 % — в возрасте 65 лет и старше. Средний возраст жителей составил 37 лет. На каждые 100 женщин в Толетте приходилось 90,6 мужчин, при этом на каждые сто женщин 18 лет и старше приходилось 86,4 мужчин также старше 18 лет.
Средний доход на одно домашнее хозяйство в городе составил 24 688 долларов США, а средний доход на одну семью — 31 250 долларов. При этом мужчины имели средний доход в 19 063 доллара США в год против 18 295 долларов среднегодового дохода у женщин. Доход на душу населения в городе составил 10 589 долларов в год. 11,7 % от всего числа семей в округе и 18,5 % от всей численности населения находилось на момент переписи населения за чертой бедности, при этом 17,5 % из них были моложе 18 лет и 40,0 % — в возрасте 65 лет и старше.